# 列昂尼德·斯基爾科
列昂尼德·米科拉約維奇·斯基爾科（羅馬化：Leonid Mykolaiovych Skirko；1939年4月27日—2012年6月8日），烏克蘭裔加拿大男中音歌剧演唱家。

## 早年生活
斯基爾科出生于烏克蘭東部謝爾比尼夫卡的家庭。母親玛尔塔、父親米科拉。一家人穿越整個乌克兰，逃离德国和蘇聯的占领，到达相对安全的难民营。1945年至1949年期间，斯基尔科一家在德國奥格斯堡的一家在難民營里等待移民到另一个国家的机会。1949年至1955年間他們一家暫時落在巴西圣保罗。9岁的斯基爾科就与他的祖母一起参加东正教礼拜仪式以及在教堂唱诗班唱歌，他對音樂的熱愛也從此培養。1955年，15岁的斯基爾科随家人来到加拿大。